# Festival de Cine Europeo de Sevilla 2013
La 10.ª edición del Festival de Cine Europeo de Sevilla (Seville European Film Festival o SEFF) se celebró en la capital andaluza entre el 8 y el 16 de noviembre de 2013.

## Jurado

### Jurado internacional
- Manuel Martín Cuenca: director, productor y guionista de cine.
- Carloto Cotta: actor de teatro, cine y televisión.
- Mar Coll: directora y guionista de cine.
- Liza Linardou: Greek Film Center.
- Mira Fornay: directora de cortometrajes y largometrajes.

## Secciones competitivas

### Sección oficial
En ella participan las producciones europeas posteriores al 1 de enero de 2012 y que son inéditas en España a nivel comercial y preferentemente que no hayan concursado en otros festivales.
| Título en España                        | Director             | País                                          | Año  |
| --------------------------------------- | -------------------- | --------------------------------------------- | ---- |
| The Immigrant                           | James Gray           | Estados Unidos Francia                        | 2013 |
| 10.000 noches en ninguna parte          | Ramón Salazar        | España                                        | 2013 |
| Camille Claudel 1915                    | Bruno Dumont         | Francia                                       | 2012 |
| El desconocido del lago                 | Alain Guiraudie      | Francia                                       | 2013 |
| El gran cuaderno                        | János Szász          | Hungría Alemania Austria Francia              | 2013 |
| El último de los injustos               | Claude Lanzmann      | Francia Austria                               | 2013 |
| Jimmy P.                                | Arnaud Desplechin    | Francia Estados Unidos                        | 2013 |
| La gran belleza                         | Paolo Sorrentino     | Italia Francia                                | 2013 |
| Les salauds/Bastards                    | Claire Denis         | Francia Alemania                              | 2013 |
| Michael Kohlhaas                        | Arnaud des Pallières | Francia Alemania                              | 2013 |
| Sacro GRA                               | Gianfranco Rosi      | Italia Francia                                | 2013 |
| Stray Dogs                              | Tsai Ming-Liang      | República de China Francia                    | 2013 |
| The police office's wife                | Philip Gröning       | Alemania                                      | 2013 |
| The Selfish Giant                       | Clio Barnard         | Reino Unido                                   | 2013 |
| Tres bodas de más                       | Javier Ruiz Caldera  | España                                        | 2013 |
| Un episodio en la vida de un chatarrero | Danis Tanovic        | Bosnia y Herzegovina Francia Eslovenia Italia | 2013 |
| We are the best!                        | Lukas Moodysson      | Suecia Dinamarca                              | 2013 |
| When evening falls on Bucharest         | Corneliu Porumboiu   | Rumania Francia                               | 2013 |

### Selección EFA
Estas películas han sido preseleccionadas por la Academia de Cine Europeo (EFA por sus siglas en inglés, European Film Academy) para los Premios del Cine Europeo. En esta sección se compite por el voto del público.

### Las nuevas olas. Ficción
Esta sección agrupa películas de directores noveles.

### Las nuevas olas. No ficción
Entran en concurso aquellos documentales de los años 2012 y 2013 que sean inéditos en España.

### Eurimages
Las producciones que compiten han sido financiadas en parte por los fondos Eurimages de la Unión Europea y son posteriores al 1 de enero de 2012. Además, no pueden haber sido estrenadas comercialmente en España.

### Resistencias
Cine español reivindicativo e independiente.

### Europa Junior
Sección SEFF que pretende atraer al público infantil al cine europeo y premiar a sus autores. No solamente se valora el entretenimiento, sino también se refuerza el valor potencial del cine como instrumento de aprendizaje y conocimiento.

## Premios
El palmarés de la 10.ª edición del Festival de Cine Europeo de Sevilla se dará a conocer el próximo sábado 16 de noviembre de 2013 durante la gala de clausura que comenzará a las 21:00 horas.